# Bucculatrix merei
Bucculatrix merei är en fjärilsart som beskrevs av Pelham-clinton 1967. Bucculatrix merei ingår i släktet Bucculatrix och familjen kronmalar. Inga underarter finns listade i Catalogue of Life.